# Hayneville
Hayneville é uma cidade  localizada no estado americano do Alabama, no Condado de Lowndes.

## Demografia
Segundo o censo americano de 2000, a sua população era de 1177 habitantes.
Em 2006, foi estimada uma população de 1118, um decréscimo de 59 (-5.0%).

## Geografia
De acordo com o United States Census Bureau, a localidade tem uma área de 4,8 km², sem área coberta por água. Hayneville localiza-se a aproximadamente 74 m acima do nível do mar.

## Localidades na vizinhança
O diagrama seguinte representa as localidades num raio de 32 km ao redor de Hayneville.